# Associação de Sambadores e Sambadeiras do Estado da Bahia
A Associação de Sambadores e Sambadeiras do Estado da Bahia (também conhecida pela sigla Asseba) é uma organização com sede em Santo Amaro, voltada para a valorização e preservação do samba de roda no Recôncavo baiano.
Foi criada em 17 de abril de 2005, como parte das medidas emergenciais propostas pelo Plano de Salvaguarda elaborado no ano anterior pelo Instituto do Patrimônio Histórico e Artístico Nacional. O plano previa diversas medidas de preservação do patrimônio cultural imaterial do Brasil. No ano seguinte, a entidade ganhou sua sede, a Casa do Samba, em Santo Amaro, num sobrado do século XIX que hospedou D. Pedro II. Mais tarde, a casa passou a integrar a rede de pontos de cultura do Ministério da Cultura.
A Casa do Samba abriga projetos como oficinas de construção e aprendizagem da viola machete, oficinas de música e dança, pesquisa e registro do samba de roda. Outras casas foram abertas em seguida nos municípios de Feira de Santana, Maragojipe, Antônio Cardoso, Saubara, São Francisco do Conde, São Sebastião do Passé, Irará e Cachoeira.
Em 2013, a Asseba recebeu a Ordem do Mérito Cultural.